# Dudleya palmeri
Dudleya palmeri là một loài thực vật có hoa trong họ Crassulaceae. Loài này được (S.Watson) Britton & Rose miêu tả khoa học đầu tiên năm 1903.